# (7001) Noether
(7001) Noether (1955 EH) est un astéroïde de la ceinture principale découvert le 14 mars 1955 par l'Indiana University à Brooklyn. Il est nommé en l'honneur de la mathématicienne Emmy Noether (1882 — 1935).